# Hergnies (race de poule)
La hergnies est une race de poule domestique française.

## Description
La Hergnies est une volaille élégante présentant un coloris fleuri (taches noires arrondies en forme de croissant ) original. C'est une volaille élevée à deux fins : en effet c'est une très bonne pondeuse (200 à 250 œufs par an) et la qualité de chair est excellente. C'est une race précoce, les jeunes poules commencent à pondre vers 5-6 mois et les coqs commencent à chanter vers l'âge de 4 mois.

La Hergnies est une race indépendante et vive qui a besoin de grands espaces pour s'épanouir. Elle est capable de chercher elle-même sa nourriture si l'espace est suffisamment grand et assez varié. Cette race nécessite des clôtures hautes car elle est agile et vole très bien.

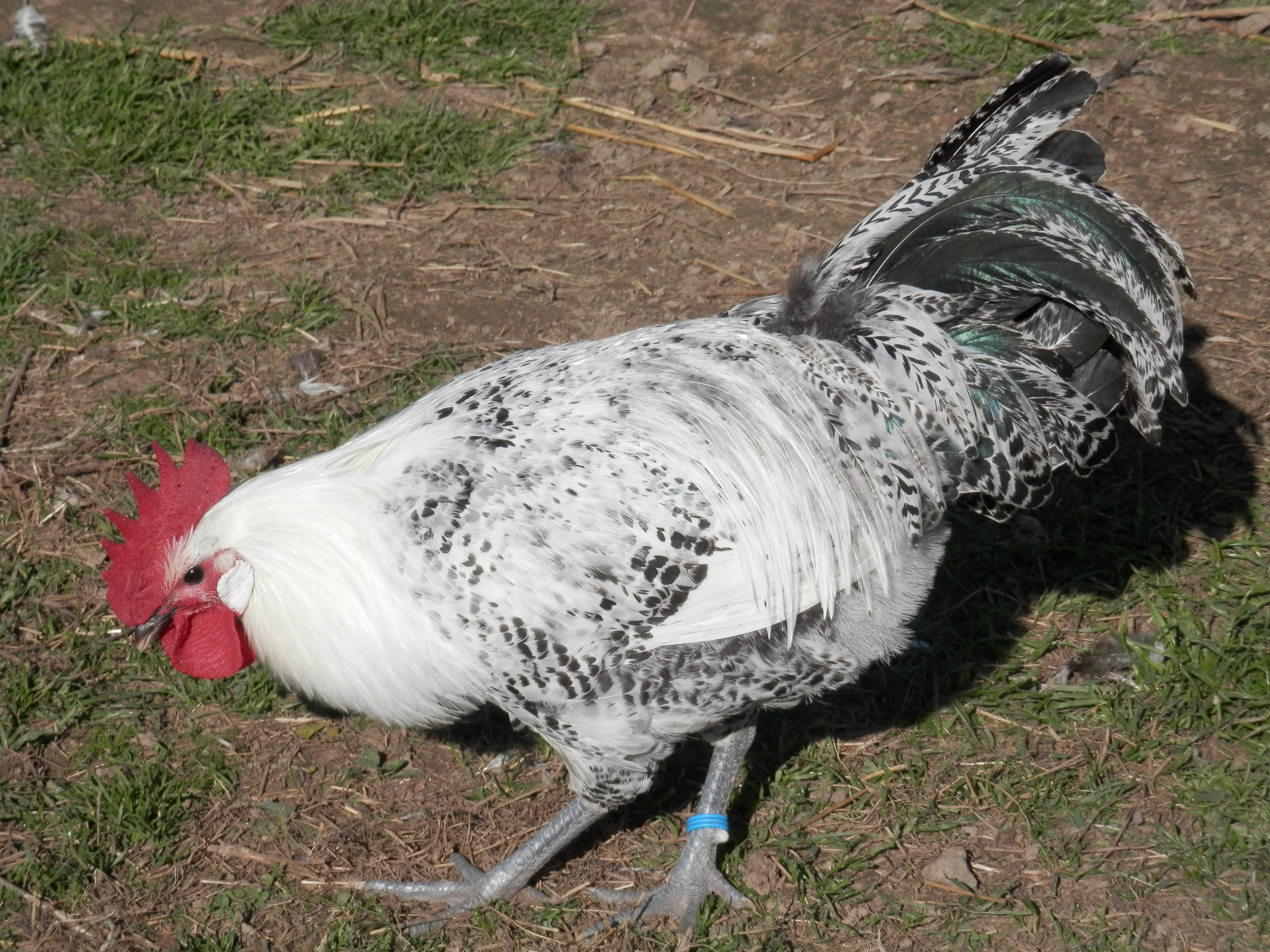
Coq Hergnies

La Hergnies avait disparu vers le milieu du XXe siècle, elle est en phase de reconstitution depuis les années 1980. Les effectifs restent cependant faibles et les sujets très hétéroclites, la race nécessite donc un réel travail de sélection.

### Origine
Elle est originaire du département du Nord, dans la région d'Hergnies, à quelques kilomètres de la frontière belge. C'est une race "sœur" de la Braekel. En effet la Hergnies correspond au type ancestral de la Braekel.

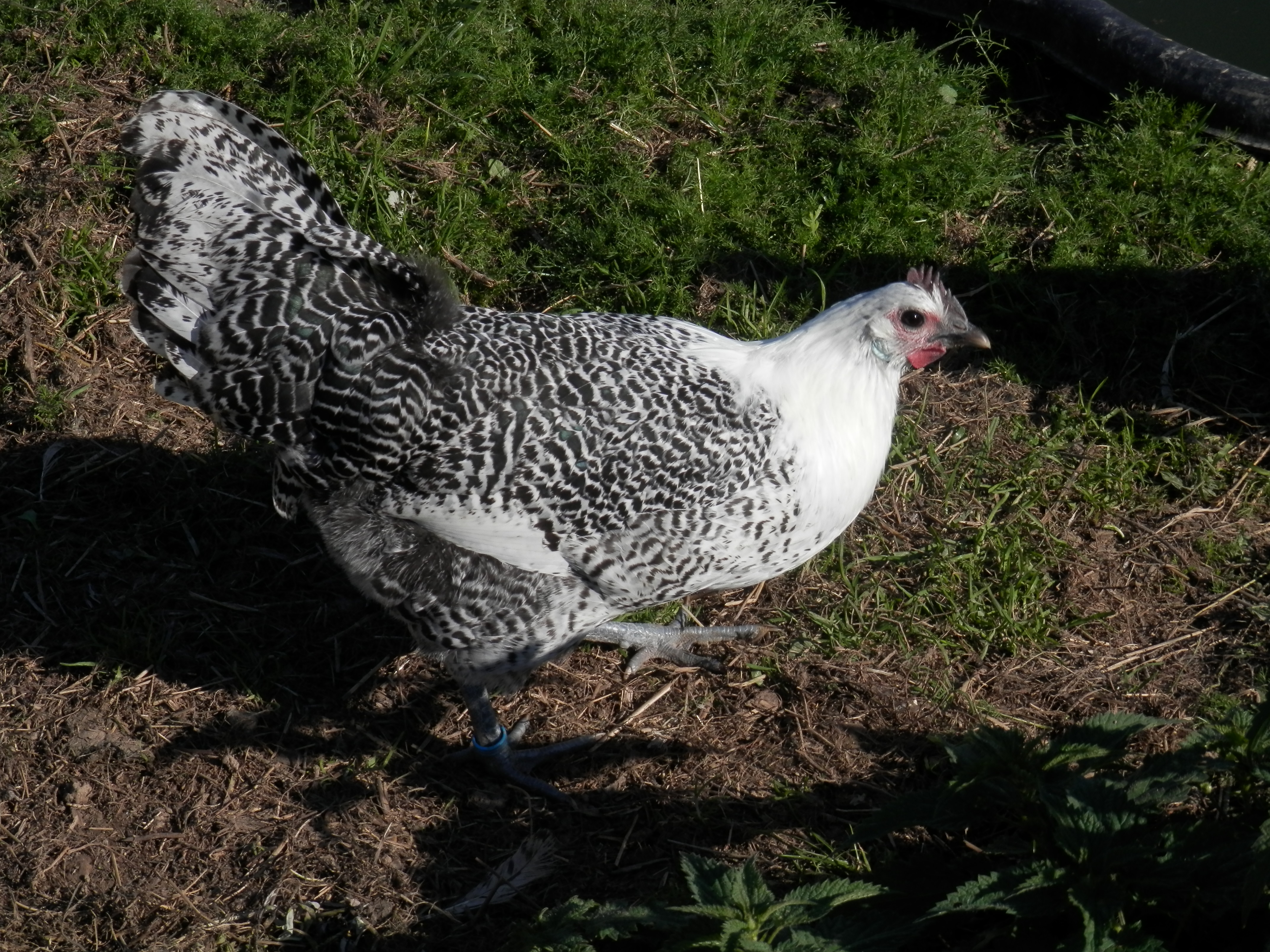
Poule Hergnies

## Standard
- Masse idéale : Coq : 2,5 à 3 kg ; Poule : 2 à 2,5 kg
- Crête : simple
- Oreillons : blancs
- Couleur des yeux : noirs
- Couleur de la peau : blanche
- Couleur des tarses : gris clair
- Variétés de plumage : Coloris fleuri
- Œufs à couver : min. 65 g, coquille blanche
- Diamètre des bagues : Coq : 18 mm ; Poule : 16 mm